# Liste von Bürgerrechts- und Umweltschutzgruppen in Russland
Die Liste von Umweltschutz- und Bürgerrechtsorganisationen enthält russische Organisationen, die sich zum Zeitpunkt der Listenanlage 2016 für Bürgerrechte, Demokratisierung und Umweltschutz engagierten. Ob diese zur Zeit von Putins Krieg noch existieren, ist nicht belegt.

## Bürgerrechte und Demokratisierung (Auswahl)
- Golos, für Wahlbeobachtung, seit 2013[1]
- Gorbatschow-Stiftung, seit 1992
- Institut für Demokratie und Zusammenarbeit, seit 2008
- Memorial, für die Opfer stalinistischer Repression, für Menschenrechte, von 1989 bis 2021[2]. Aufgelöst durch das Oberste Gericht 2021; in unabhängigen Einrichtungen außerhalb Russlands weiterbestehend.
- Moskauer Helsinki-Gruppe, für Menschenrechte, seit 1989.[3]
- RAIPON, für Rechte indigener Völker in Russland
- Sacharow-Zentrum, seit 1989
- SOWA-Zentrum, gegen rassistische und nationalistische Gewalt, seit 2002
- Union der Komitees der Soldatenmütter Russlands, für die Rechte von Wehrpflichtigen, seit 1989

## Umweltschutzorganisationen (Auswahl)

### Parteien
- Allianz der Grünen, seit 2012
- Russische Ökologische Partei "Die Grünen", seit 1993[4]

### Organisationen
- Greenpeace Russland, seit 1992[5]
- Grünes Russland
- Ökologierechtszentrum Bellona, seit 1995
- Ökologische Wacht im Nordkaukasus, seit 2004
- Ökoverteidigung!, seit 1989